# Air Putih Ilir
Air Putih Ilir is een bestuurslaag in het regentschap Musi Banyuasin van de provincie Zuid-Sumatra, Indonesië. Air Putih Ilir telt 1070 inwoners (volkstelling 2010).